# 恩兰·达札路恭纪功碑

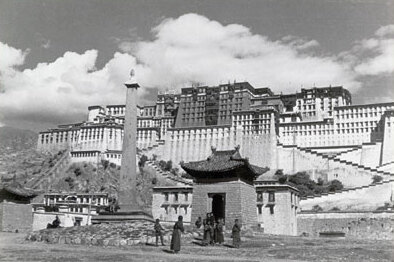
1936年至1937年间的恩兰·达札路恭纪功碑

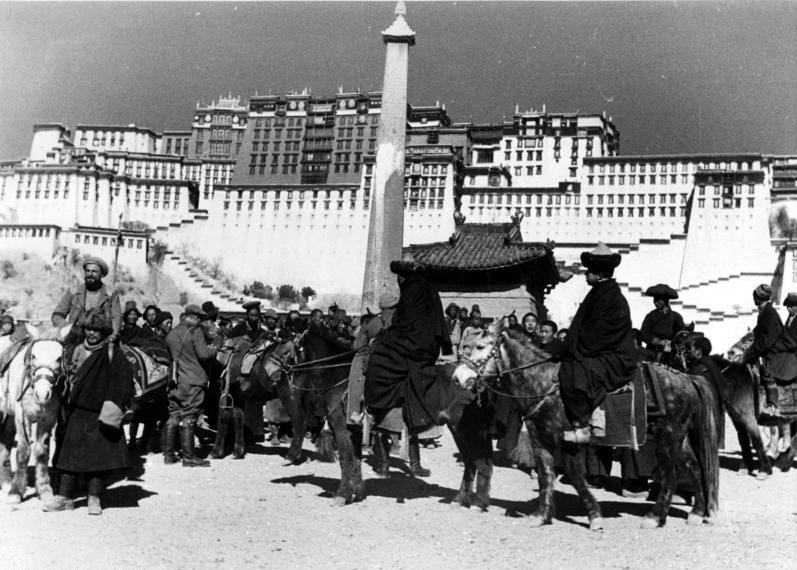
1938年至1939年间的恩兰·达札路恭纪功碑

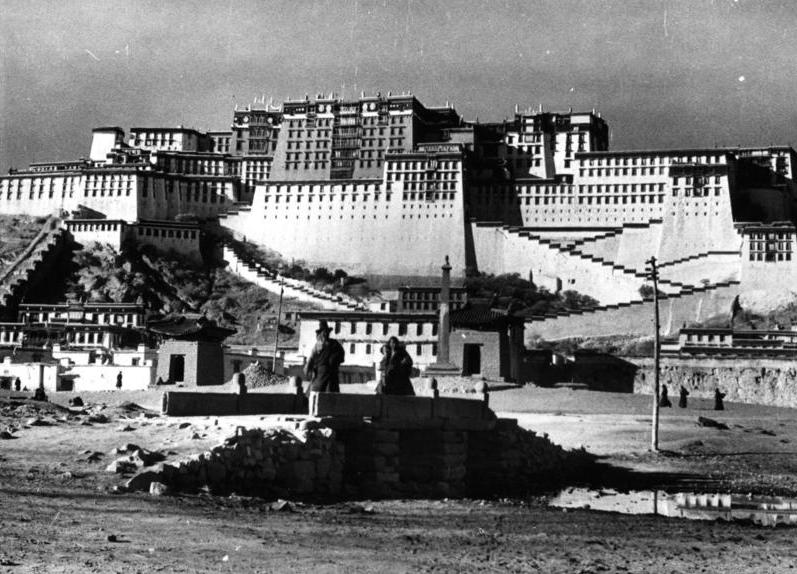
1938年至1939年间的恩兰·达札路恭纪功碑，位于图中远处

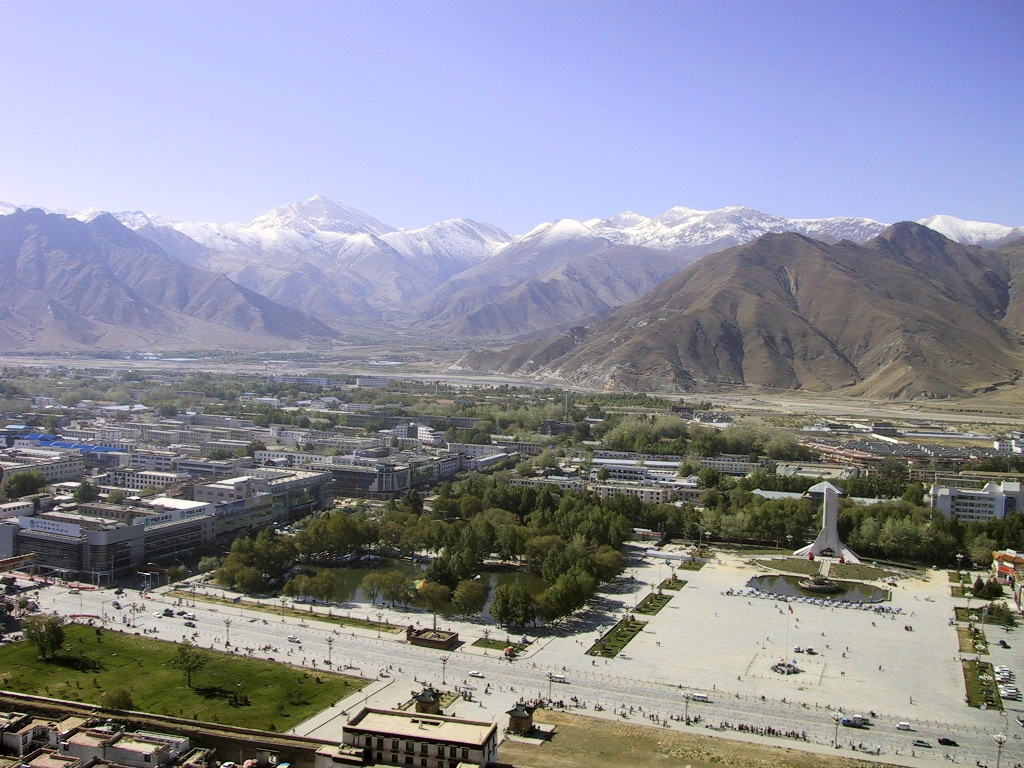
2004年恩兰·达札路恭纪功碑所处位置。图中中下部北京中路与绿地之间的小院落即恩兰·达札路恭纪功碑之所在

恩兰·达札路恭纪功碑，藏语称“雪·多仁乞玛”（藏語：ཞོལ་རྡོ་རིངས་ཕྱི་མ་，威利转写：zhol-rdo-rings phyi-ma，意为“雪之外碑”），称“外碑”以与被称为“内碑”（藏语“多仁囊玛”）的布达拉宫无字碑对称。该碑为方柱形，原位于拉萨市布达拉宫脚下雪村内，现位于北京中路南侧、布达拉宫广场东北角，与布达拉宫隔北京中路相望。吐蕃王朝赤松德赞赞普在位时期（755年至797年），派重臣恩兰·达札路恭、尚結息於唐代宗广德元年（763年）率軍攻陷長安，不久後赤松德赞立碑纪念其功绩。该碑是现存最早的吐蕃碑刻。1996年公布为第三批西藏自治区文物保护单位。

## 碑文
碑身北、东、南三面有字，均为藏文。其中北面藏文68列，东面藏文16列，南面藏文74列。碑文目前有三個译本，收錄在王尧着《吐蕃金石錄》、黎吉生着A Corpus of Early Tibetan Inscriptions、李方桂及柯蔚南合着《古代西藏碑文研究》中。

### 北面
学者王尧所作汉文译文如下：
敕授论达札路恭盟誓之诏书，并树碑勒石：
赞普赤松德赞陛下诏誓如下：
论达札路恭之子孙后代，无论何时，地久天长，赐以银字大告身，永作盟书证券，固若雍仲。赞普后世每一代之间，诏令“大公”之子孙后代中一人充任内府官员家臣以上职司，并可常侍于赞普驻牧之地。“大公”之子孙后代果有任官府职司之能力者，必按其能力任命之，且予以褒扬。苟“大公”之子孙对赞普陛下不生二心，其他任何过错决不处以死刑，若依法科处任何刑罚时，亦予以比原科处减轻一等而加以保护，“大公”之子孙某代或因绝嗣，其所属奴隶、地土牲畜决不由（赞普）没收，而定举以畀其近亲兄弟一支。论达札路恭之子孙后代，当其手执盟誓文书，或因绝嗣，或遭罪谴，亦不没收其银字告身。论达札路恭与“大公”之子孙最近支派之一脉，授以“雍仲”大银字告身，论达札路恭之父，“大公”之子孙蕃衍，均授“尚论长史”权衔，统三百军丁之职务。而禁卫军“彭域东本”之职，永不授予他人，论达札路恭之远祖“悉腊”之子孙凡具能力者，公正临民者，授以“禁卫军彭域东本”，永为世职。恩兰·悉腊之子孙无论何时均令入禁卫军旅，其俸养决不减少，亦不变更。“大公”之子孙后代手中所掌管之奴隶、地土、牧场、草料、园林等等一切所有，永不没收，亦不减少，他人不得抢夺。若彼等自家不愿再管时，不拘其（血统）远近，贤与不肖，亦不更换而畀予焉。倘有人为报仇计，使“大公”之子孙后代遭到生命危险之时，将由上峰作主保护之。“大公”之子孙后代若不背叛（王室），则（赞普）决不听信挑拨离间之词，不计小疵，不予罪谴。子孙后代某人，苟对赞普陛下心怀贰志，情况属实，犯罪者自身将受惩罚，其兄弟子侄决不连坐，（其本人）亦不科以死刑。
简言之，论达札路恭之父，“大公”之子孙后代生命，予心中以……（下残）

### 东面
学者王尧所作汉文译文如下：
论达札路恭已任命为大内相平章政事，如诏书所颁，一切艰巨王事均曾从事，对内外政务大有裨益，上下黎庶一例公允平和，于蕃境黔首庶政堪称嘉妙。

### 南面
学者王尧所作汉文译文如下：
弃隶缩赞赞普之时，恩兰·达札路恭忠诚业绩卓著，时，末·东则布、朗·迈色正任大相，忽生叛逆之心，由是，父王弃隶缩赞被害宾天王子赤松德赞政躬亦濒危境，蕃境黔首庶政大乱。斯时，路恭乃将末·东则布与朗·迈色叛逆事实启奏王子赞普赤松德赞圣聪。末氏、朗氏叛乱劣迹确乎属实，遂将彼等治罪，路恭之忠贞明矣！
恩兰·路恭忠贞不二，足智多谋，英勇深沉令任大论平章政事，后，彼洞悉唐廷政情，复任为往攻（唐地）州县堡寨之先锋统军元帅，其精娴弓马战阵，所出计谋，均操胜算，先克唐廷藩属（吐谷浑）阿豺部，自唐土夺取人口、头疋、辖土，唐人震惊。于唐境之野猫川……湟水之滨……等地……开始纳贡，路恭鏖战……大事，忠贞……利于社稷，……献大计谋，对赞普忠贞，对社稷裨益，心地纯良。赤松德赞赞普深沉果敢，议事有方，所行政事靡不佳妙，攻取唐属州郡城池多处，唐主孝感皇帝君臣大怖，年纳绢缯五万疋为寿，以为岁赋。其后，唐主孝感皇帝驾崩，唐主太子广平王登基，以向蕃地纳赋为不宜，值赞普心中不怿之时，恩兰·（达札）路恭乃首倡兴兵入唐，深取京师之议，赞普遂以尚·琛·野息囊通与论达札路恭二人为攻京师之统军之帅，直趋京师，于周庢之渡口岸畔与唐兵大战，蕃兵掩袭，击唐兵多人。唐帝广平王乃自京师出走，遁陕州，京师陷落，唐宰相□□□等潼关与□□□□赞普□□蕃地□□赋□金城公主之弟□□大相□□大小君长□□社稷长久，永远赞颂，路恭忠贞裨益社稷，心地纯良。